# Агрофітоценологія
Агрофітоценологія — наука, яка вивчає закони, принципи, і закономірності будови, формування й функціонування агрофітоценозів, розділ фітоценології.
Різні автори виділяють підрозділи цієї науки: теоретичну, загальну, спеціальну, експериментальну, прикладну агрофітоценологію.
В рамках цієї науки розробляються класифікації агрофітоценозів.